# Торебелвичино (Виченца)
Торебелвичино (итал. Torrebelvicino) је насеље у Италији у округу Виченца, региону Венето.
Према процени из 2011. у насељу је живело 4993 становника. Насеље се налази на надморској висини од 245 м.

## Становништво
Према резултатима пописа становништва 2011. у општини је живело 5.989 становника.
| 1931. | 1936. | 1951. | 1961. | 1971. | 1981. | 1991. | 2001. | 2011. |
| ----- | ----- | ----- | ----- | ----- | ----- | ----- | ----- | ----- |
| 4.759 | 5.012 | 5.577 | 5.697 | 5.196 | 4.952 | 4.892 | 5.476 | 5.989 |